# Daniellia klainei
Espèce
Synonymes
- Cyanothyrsus klainei Pierre & De Wild.[1]

Statut de conservation UICN

 LC  : Préoccupation mineure
Daniellia klainei est une espèce de plantes à fleurs de la famille des Fabaceae.

## Publication originale
- La forêt et les bois du Gabon 172. 1917.